# LeSean McCoy
LeSean Kamel „Shady“ McCoy (* 12. Juli 1988 in Harrisburg, Pennsylvania) ist ein ehemaliger US-amerikanischer American-Football-Spieler in der National Football League (NFL). Er spielte für die Philadelphia Eagles, die Buffalo Bills, die Kansas City Chiefs, und die Tampa Bay Buccaneers als Runningback. McCoy gewann mit den Chiefs den Super Bowl LIV und mit den Buccaneers den Super Bowl LV.

## Karriere

### College
McCoy besuchte die University of Pittsburgh und spielte für deren Mannschaft, die Panthers, zwei Jahre lang erfolgreich College Football, wobei er 36 Touchdowns erzielte. Er wurde in diverse Auswahlmannschaften berufen und wiederholt ausgezeichnet.

### NFL

#### Philadelphia Eagles
Beim NFL Draft 2009 wurde er in der zweiten Runde von den Philadelphia Eagles ausgewählt. Er kam von Anfang an regelmäßig zum Einsatz und konnte bereits in seiner zweiten Saison mehr als 1.000 Yards erlaufen. Er hält in Philadelphia diverse Franchise-Rekorde. Mit insgesamt 6.792 erlaufenen Yards ist er außerdem der erfolgreichste Runningback der Eagles überhaupt.

#### Buffalo Bills
Dennoch wurde er im März 2015 im Tausch gegen den Linebacker Kiko Alonso an die Buffalo Bills abgegeben. Bei seinem neuen Verein unterschrieb er einen Fünfjahresvertrag über 40 Millionen US-Dollar. Nach verletzungsbedingten Problemen zu Beginn der Saison kam er schließlich in zwölf Partien zum Einsatz und konnte insgesamt 5 Touchdowns erzielen.
In der Spielzeit 2016 spielte McCoy eine mehr als solide Saison und lief für 1.267 Yards und 13 Touchdowns. Außerdem fing er 50 Bälle und schaffte dabei 356 Yards und einen Touchdown.
Während der Preseason 2019 wurde McCoy von den Buffalo Bills entlassen.

#### Kansas City Chiefs
Am 1. September 2019 unterschrieb McCoy einen Vertrag für ein Jahr über 4 Millionen Dollar Gehalt bei den Kansas City Chiefs. Bei den Chiefs erlief er 465 Yards, fungierte im Laufe der Saison zunehmend lediglich als Ergänzungsspieler und stand in den Play-offs nur für einen Snap auf dem Feld. Am 2. Februar 2020 gewann er mit den Kansas City Chiefs den Super Bowl LIV, bei dem er allerdings nicht zum Einsatz kam.
Insgesamt erlief McCoy in den 2010er-Jahren 10.434 Yards und war damit der in dieser Statistik erfolgreichste Spieler des Jahrzehnts.

#### Tampa Bay Buccaneers
Am 4. August 2020 nahmen die Tampa Bay Buccaneers McCoy unter Vertrag. Mit Tampa gewann er den Super Bowl LV gegen die Kansas City Chiefs. Anschließend verkündete er am 30. September 2021 seinen Rücktritt, nachdem er für einen Tag bei den Eagles unterschrieben hatte, um seine Karriere als Mitglied der Philadelphia Eagles zu beenden.